# بیگ لیک (تگزاس)
بیگ لیک، تگزاس(به انگلیسی: Big Lake, Texas) شهری در ایالت تگزاس از ایالات جنوبی ایالات متحده آمریکا است. در سرشماری سال ۲۰۰۰، جمعیت این شهر ۲۸۸۵ نفر اعلام شد.